# Chersodromia houghii
Chersodromia houghii är en tvåvingeart som först beskrevs av Axel Leonard Melander 1902.  Chersodromia houghii ingår i släktet Chersodromia och familjen puckeldansflugor. Inga underarter finns listade i Catalogue of Life.